# Melker Ellborg
Melker Åke Ellborg, född 22 maj 2003, är en svensk fotbollsmålvakt som spelar för Malmö FF.

## Karriär
Ellborg började spela fotboll som treåring i IFK Berga. Som 15-åring gick han till Malmö FF. I december 2020 skrev Ellborg på ett A-kontrakt, efter att ha spelat med A-laget ett tag och även spelat samtliga matcher i UEFA Youth League.
I december 2021 förlängde han sitt kontrakt i klubben med fyra år. I januari 2022 lånades Ellborg ut till Ettan-klubben IFK Malmö över säsongen.
I juli 2023 lånades han ut till Ariana FC resten av säsongen. I december 2023 lånades Ellborg ut en ytterligare gång men nu till Trelleborgs FF i Superettan.
I februari 2025 förlängde han sitt kontrakt med fyra år. Den 18 maj 2025 debuterade Ellborg i Allsvenskan i en 3-0 vinst mot Halmstads BK.

## Landslagskarriär
Ellborg har representerat Sveriges ungdomslandslag på U17- och U19-nivå. Han debuterade för Sveriges U15-landslag den 21 augusti 2018 i en 1-0 förlust mot Finland.

## Meriter
Malmö FF
- Svensk mästare: 2021
- Svensk mästare: 2023
- Svensk mästare: 2024